# Snoop Dogg Presents The Big Squeeze
The Big Squeeze je kompilacijski album repera Snoop Dogga.

## Popis pjesama
| #     | Naziv                        | Izvođač(i)                                                     | Producent(i)   | Trajanje |
| ----- | ---------------------------- | -------------------------------------------------------------- | -------------- | -------- |
| 1     | The Big Squeeze Intro        | Snoop Dogg                                                     | Niggaracci     | 2:19     |
| 2     | Hat 2 Tha Bacc               | Westurn Union featuring Snoop Dogg                             | Niggaracci     | 3:56     |
| 3     | We Came To Bang Out          | Tha Dogg Pound, Soopafly & Snoop Dogg                          | Soopafly       | 3:43     |
| 4     | Shackled Up                  | The Warzone                                                    | Niggaracci     | 3:55     |
| 5     | Pop Pop Bang!                | Kurupt, Kam & Snoop Dogg                                       | Niggaracci     | 3:44     |
| 6     | 31 Flavaz                    | Kurupt featuring Snoop Dogg                                    | Niggaracci     | 4:21     |
| 7     | All About Damani             | Damani & Snoop Dogg                                            | Niggaracci     | 3:04     |
| 8     | Like Rock Stars              | Bad Lucc, Damani, JT the Bigga Figga, Uncle Chucc & Snoop Dogg | Niggaracci     | 5:03     |
| 9     | Spend Some Time              | Ricky Harris, Uncle Chuck, Kurupt, Soopafly & Snoop Dogg       | Niggaracci     | 4:52     |
| 10    | Fuckin' Is Good For You      | Damani, JT the Bigga Figga, Kurupt, Soopafly & Snoop Dogg      | Niggaracci     | 4:35     |
| 11    | Get Your Body Moving         | MC Eiht, Kam & Uncle Chuck                                     | Niggaracci     | 4:06     |
| 12    | Get Closer                   | Azuré & Snoop Dogg                                             | Niggaracci     | 4:09     |
| 13    | Can U Get Away?              | Goldie Loc, Ray J & Snoop Dogg                                 | David Banner   | 3:47     |
| 14    | Let's Get This Party Started | Azuré & Snoop Dogg                                             | Niggaracci     | 3:18     |
| 15    | Be Thankful                  | Terrace Martin, J. Black & Uncle Chuck                         | Terrace Martin | 5:35     |
| Bonus | U In Trouble                 | Kurupt & Snoop Dogg                                            |                | 3:48     |
| Bonus | Lean On Me                   | JT the Bigga Figga                                             |                | 3:38     |
| Bonus | We Go Hard                   | Katt Williams, Soopafly, Kurupt & Snoop Dogg                   |                | 4:36     |